# Bisbat de Mbanza Congo
El Bisbat de Mbanza Congo  (portuguès: Diocese de Mbanza Congo; llatí: Dioecesis Mbanzacongensis) és una seu de l'Església Catòlica a Angola, sufragània de l'arquebisbat de Luanda. El 2013 tenia 408.000 batejats al voltant de 811.000 habitants. Actualment és dirigida pel bisbe Vicente Carlos Kiaziku.

## Territori
La diòcesi comprèn la província del Zaire a Angola. La seu episcopal és la ciutat de Mbanza Kongo, on s'hi troba la catedral de la Nossa Senhora da Conceição. Està subdividida en 6 parròquies.

## Història
La diòcesi fou erigida el 7 de novembre de 1984 amb la butlla Ex quo superno del papa Joan Pau II, aplegant territori del bisbat de Uijé.

## Cronologia dels bisbes
- Afonso Nteka, O.F.M.Cap. † (8 novembre 1984 - 10 agost 1991 mort)
- Serafim Shyngo-Ya-Hombo, O.F.M.Cap. (29 maig 1992 - 17 juliol 2008 dimitit)
- Vicente Carlos Kiaziku, O.F.M.Cap., 5 de gener de 2009

## Estadístiques
A finals del 2013, la diòcesi tenia 408.000 batejats sobre una població de 811.000 persones, equivalent al 50,3% del total.
| any  | població | població | població | sacerdots | sacerdots       | sacerdots       | sacerdots             | diaques | religiosos | religiosos | parroquies |
| ---- | -------- | -------- | -------- | --------- | --------------- | --------------- | --------------------- | ------- | ---------- | ---------- | ---------- |
| any  | batejats | total    | %        | total     | clergat secular | clergat regular | batejats por sacerdot | diaques | homes      | dones      |            |
| 1990 | 132.000  | 256.000  | 51,6     | 8         |                 | 8               | 16.500                |         | 9          | 29         | 5          |
| 1997 | 146.000  | 286.000  | 51,0     | 17        | 3               | 14              | 8.588                 |         | 21         | 39         | 6          |
| 2000 | 148.000  | 291.000  | 50,9     | 13        | 4               | 9               | 11.384                |         | 12         | 30         | 6          |
| 2001 | 280.500  | 674.100  | 41,6     | 18        | 4               | 14              | 15.583                |         | 21         | 39         | 6          |
| 2002 | 215.100  | 544.100  | 39,5     | 15        | 6               | 9               | 14.340                |         | 12         | 33         | 6          |
| 2004 | 338.200  | 674.300  | 50,2     | 14        | 5               | 9               | 24.157                |         | 14         | 33         | 6          |
| 2013 | 408.000  | 811.000  | 50,3     | 16        | 8               | 8               | 25.500                |         | 18         | 26         | 6          |